# عريض الأصابع
عريض الأصابع (الاسم العلمي: Eurydactylodes)، جنس زواحف من الأبارص وفصيلة ذوات الأصابع المزدوجة، تُسمى أحيانًا أبارص الحرباء، أنواعه أربعة توجد في جزيرة كاليدونيا الجديدة الرئيسية.